# Yarra Junction
Yarra Junction är en del av en befolkad plats i Australien. Den ligger i kommunen Yarra Ranges och delstaten Victoria, omkring 57 kilometer öster om delstatshuvudstaden Melbourne. Antalet invånare är 2 297.
Närmaste större samhälle är Healesville, omkring 17 kilometer nordväst om Yarra Junction.
I omgivningarna runt Yarra Junction växer i huvudsak städsegrön lövskog. Runt Yarra Junction är det ganska glesbefolkat, med 38 invånare per kvadratkilometer. Genomsnittlig årsnederbörd är 1 391 millimeter. Den regnigaste månaden är juni, med i genomsnitt 161 mm nederbörd, och den torraste är januari, med 57 mm nederbörd.